# CLIST
CLIST (Command List) ist eine Skriptsprache für Time-Sharing Option (TSO) auf IBM-Großrechnern.
Historisch gesehen besitzt CLIST Bedeutung für das Time Sharing, wobei gleichzeitig mehrere Benutzer einen Rechner verwenden können. Diese Time-Sharing Option ließ sich mittels TSO-Befehlen in der Skriptsprache CLIST verwirklichen. CLIST gilt heute als veraltet und wird in der Praxis als Skriptsprache unter TSO vor allem durch REXX ersetzt. CLIST-Kenntnisse sind noch dann erforderlich, wenn alte CLIST-Prozeduren betreut werden müssen, wie zum Beispiel unter MVT auf einem Hercules-System, wo kein REXX zur Verfügung steht.
Oft wird auch eine Prozedur, die in CLIST codiert ist („CLIST-Prozedur“) kurz als CLIST bezeichnet. Eine CLIST-Prozedur wird zur Ausführungszeit in den Hauptspeicher geladen und dort interpretiert. In ihrer einfachsten Form besteht sie aus aneinandergereihten TSO-Befehlen, ähnlich wie eine MS-DOS-Batchdatei (*.bat).
Neben reinen TSO-Befehlen existieren Variablen, Abfragemöglichkeiten und bedingte Sprünge. Die Syntax ist unflexibel, Zugriffe auf den Inhalt von Quellvariablen sowie eingebaute Funktionen beginnen mit dem Substitutions-Zeichen '&' und müssen in Großbuchstaben codiert werden.
Für einen komfortablen Aufruf sollten CLIST-Prozeduren in einem in der SYSPROC-Konkatenierung vorhandenen Partitioned Dataset gespeichert sein, ansonsten müssen sie über das TSO-Kommando 'EXEC' mit dem vollen Dateinamen qualifiziert werden.
Ein Beispielprogramm:
```
PROC 0
WRITE HELLO WIKIPEDIA!
```